# Christopher Challis
Christopher „Chris“ Challis (* 18. März 1919 in London; † 31. Mai 2012 in Bristol) war ein britischer Kameramann.

## Leben
Christopher Challis Karriere im Filmgeschäft begann er Mitte der 1940er Jahre als camera operator für die Regisseure Michael Powell und Emeric Pressburger, für die er später auch als Kameramann arbeitete. Während des Zweiten Weltkriegs war er als Kameramann für die Royal Air Force tätig und hat dort erste Erfahrungen gesammelt. Sein erster Film als Kameramann war Abenteuer in Brasilien aus dem Jahr 1947. Mehrmals arbeitete er mit dem Regisseur Guy Hamilton zusammen, so etwa bei der Literaturverfilmung Das Böse unter der Sonne aus dem Jahr 1982.
In seiner Karriere wurde Challis viermal für den British Film Academy Award nominiert, 1967 wurde er mit dem Preis in der Kategorie Best British Cinematography (Colour) für seine Arbeit an dem Film Arabeske ausgezeichnet.
Von 1962 bis 1964 war er Präsident der British Society of Cinematographers (BSC).

## Filmografie (Auswahl)
- 1938: Gefahr am Doro-Paß (The Drum) als Kameratechniker
- 1949: Experten aus dem Hinterzimmer (The Small Back Room)
- 1950: Die schwarze Füchsin (Gone to Earth)
- 1950: Das dunkelrote Siegel (The Elusive Pimpernel)
- 1951: Hoffmanns Erzählungen (The Tales of Hoffmann)
- 1953: Die feurige Isabella (Genevieve)
- 1953: Saadia
- 1955: Fledermaus 1955 (Oh, Rosalinda!)
- 1956: Der spanische Gärtner (The Spanish Gardener)
- 1956: Panzerschiff Graf Spee (The Battle of the River Plate)
- 1959: Die tödliche Falle (Blind Date)
- 1960: Der Marder von London (Never Let Go)
- 1960: Die letzte Fahrt der Bismarck (Sink the Bismarck!)
- 1960: Vor Hausfreunden wird gewarnt (The Grass is Greener)
- 1961: Schöne Witwen sind gefährlich (Five Golden Hours)
- 1962: Die Rebellion (H.M.S. Defiant)
- 1963: Die Sieger (The Victors)
- 1964: Raubzug der Wikinger (The Long Ships)
- 1964: Ein Schuß im Dunkeln (A Shot in the Dark)
- 1965: Die tollkühnen Männer in ihren fliegenden Kisten (Those Magnificent Men in their Flying Machines or How I Flew from London to Paris in 25 Hours 11 Minutes)
- 1966: Arabeske (Arabesque)
- 1967: Zwei auf gleichem Weg (Two for the Road)
- 1967: Todestanz eines Killers (A Dandy in Aspic)
- 1968: Tschitti Tschitti Bäng Bäng (Chitty Chitty Bang Bang)
- 1969: Unter der Treppe (Staircase)
- 1970: Das Privatleben des Sherlock Holmes (The Private Life of Sherlock Holmes)
- 1971: Maria Stuart, Königin von Schottland (Mary, Queen of Scots)
- 1971: Ein liebenswerter Schatten (Follow Me!)
- 1976: Die unglaubliche Sarah (The Incredible Sarah)
- 1977: Die Tiefe (The Deep)
- 1978: Der wilde Haufen von Navarone (Force 10 from Navarone)
- 1979: Bei Nacht und Nebel (The Riddle of the Sands)
- 1979: S.O.S. Titanic
- 1980: Mord im Spiegel (The Mirror Crack’d)
- 1982: Das Böse unter der Sonne (Evil under the Sun)
- 1984: Top Secret!
- 1985: Steaming